# Champlon-Famenne
Pour les articles homonymes, voir Champlon.
Champlon-Famenne appelé localement Champlon est un village de la commune belge de Marche-en-Famenne située en Région wallonne dans la province de Luxembourg.
Avant la fusion des communes de 1977, Champlon-Famenne faisait déjà partie de la commune de Marche-en-Famenne.

## Situation
Champlon-Famenne se trouve à la limite de la bande calcaire de la Calestienne et de l'Ardenne. Le village s'étire principalement le long d'une rue en côte (rue de la Forêt) où les habitations se situent à une altitude allant de 275 m à 350 m. Champlon se trouve à environ 4 km au sud-est du centre de Marche-en-Famenne en amont du vallon du Fond des Vaulx dans un environnement de prairies presque entièrement entourées d'importants massifs boisés

## Description
Champlon compte plusieurs fermettes bâties en moellons de pierre calcaire ainsi que d'autres construites en brique ou avec colombages comme l'ancienne fermette de Champlon, bâtie au XVIIIe siècle et classée. Près de l'église Saint Jacques bâtie aussi en brique et pierre de taille, se trouvent un abreuvoir en pierre bleue et quatre fontaines contemporaines. Une chapelle en brique avec porte en arc brisé est située sur le chemin de Roy.